# Objaw Trendelenburga
Objaw Trendelenburga − opadanie miednicy po stronie przeciwnej podczas stania na jednej kończynie dolnej lub chodu (w fazie obciążenia kończyny), prezentuje niewydolność mięśni pośladkowych kończyny podporowej.
Objaw Trendelenburga występuje m.in. w zwichnięciu stawu biodrowego i w niewydolności mięśni odwodzicieli (w szczególności pośladkowego średniego i małego) – przyczyną tego może być porażenie nerwu pośladkowego górnego. Jeśli mięśnie te są niewydolne, to przy staniu na chorej kończynie dolnej miednica opada ku stronie zdrowej.
Następstwem objawu Trendelenburga najczęściej jest objaw Duchenne'a.

## Występowanie
- niewydolność mięśni pośladkowych (głównie średniego), np. na skutek porażenia nerwu pośladkowego górnego – ucisk, uraz, postrzał, rana kłuta
- dysplazja stawu biodrowego ze zwichnięciem u dzieci chodzących
- choroba Perthesa
- wrodzone biodro szpotawe